# ادلبودن (سويسرا)
ادلبودن (بالألمانية: Adelboden) هي بلدية ضمن مقاطعة فروتيجين-نيديرسيمينتال في كانتون برن بسويسرا. يقدر عدد سكانها بـ 3,563 نسمة .

## المناخ
يظهر الجدول التالي التغييرات المناخية على مدار السنة لادلبودن:
| البيانات المناخية لـادلبودن        | البيانات المناخية لـادلبودن | البيانات المناخية لـادلبودن | البيانات المناخية لـادلبودن | البيانات المناخية لـادلبودن | البيانات المناخية لـادلبودن | البيانات المناخية لـادلبودن | البيانات المناخية لـادلبودن | البيانات المناخية لـادلبودن | البيانات المناخية لـادلبودن | البيانات المناخية لـادلبودن | البيانات المناخية لـادلبودن | البيانات المناخية لـادلبودن | البيانات المناخية لـادلبودن |
| الشهر                              | يناير                       | فبراير                      | مارس                        | أبريل                       | مايو                        | يونيو                       | يوليو                       | أغسطس                       | سبتمبر                      | أكتوبر                      | نوفمبر                      | ديسمبر                      | المعدل السنوي               |
| ---------------------------------- | --------------------------- | --------------------------- | --------------------------- | --------------------------- | --------------------------- | --------------------------- | --------------------------- | --------------------------- | --------------------------- | --------------------------- | --------------------------- | --------------------------- | --------------------------- |
| متوسط درجة الحرارة الكبرى °م (°ف)  | 2.6 (36.7)                  | 3.0 (37.4)                  | 5.9 (42.6)                  | 9.3 (48.7)                  | 14.1 (57.4)                 | 17.2 (63.0)                 | 19.7 (67.5)                 | 18.9 (66.0)                 | 15.5 (59.9)                 | 12.1 (53.8)                 | 6.2 (43.2)                  | 3.4 (38.1)                  | 10.7 (51.3)                 |
| المتوسط اليومي °م (°ف)             | −1.7 (28.9)                 | −1.6 (29.1)                 | 1.1 (34.0)                  | 4.2 (39.6)                  | 8.8 (47.8)                  | 11.8 (53.2)                 | 14.2 (57.6)                 | 13.7 (56.7)                 | 10.4 (50.7)                 | 7.0 (44.6)                  | 1.8 (35.2)                  | −0.8 (30.6)                 | 5.7 (42.3)                  |
| متوسط درجة الحرارة الصغرى °م (°ف)  | −5.2 (22.6)                 | −5.3 (22.5)                 | −2.9 (26.8)                 | 0.0 (32.0)                  | 4.3 (39.7)                  | 7.2 (45.0)                  | 9.5 (49.1)                  | 9.4 (48.9)                  | 6.4 (43.5)                  | 3.4 (38.1)                  | −1.6 (29.1)                 | −4.2 (24.4)                 | 1.8 (35.2)                  |
| الهطول مم (إنش)                    | 92 (3.6)                    | 85 (3.3)                    | 95 (3.7)                    | 89 (3.5)                    | 128 (5.0)                   | 148 (5.8)                   | 160 (6.3)                   | 154 (6.1)                   | 103 (4.1)                   | 89 (3.5)                    | 92 (3.6)                    | 105 (4.1)                   | 1٬338 (52.7)                |
| متوسط تساقط الثلوج سم (إنش)        | 77.1 (30.4)                 | 84 (33)                     | 71.6 (28.2)                 | 44.3 (17.4)                 | 9.5 (3.7)                   | 0.4 (0.2)                   | 0.4 (0.2)                   | 0 (0)                       | 0.7 (0.3)                   | 8.6 (3.4)                   | 51.8 (20.4)                 | 73.8 (29.1)                 | 422.2 (166.2)               |
| متوسط أيام هطول الأمطار (≥ 1.0 mm) | 10.6                        | 10.1                        | 12.2                        | 12.2                        | 14.6                        | 14.4                        | 14.0                        | 13.4                        | 10.8                        | 10.3                        | 10.4                        | 11.1                        | 144.1                       |
| متوسط الأيام المثلجة (≥ 1.0 cm)    | 9.1                         | 9.2                         | 8.7                         | 6                           | 1.4                         | 0.2                         | 0                           | 0                           | 0.2                         | 1.8                         | 6.3                         | 9.6                         | 52.5                        |
| متوسط الرطوبة النسبية (%)          | 69.6                        | 70.4                        | 71.3                        | 73.2                        | 74.6                        | 76.1                        | 75.3                        | 78.2                        | 77.8                        | 73.7                        | 71.3                        | 68.8                        | 73.4                        |
| ساعات سطوع الشمس الشهرية           | 90                          | 99                          | 125                         | 132                         | 151                         | 161                         | 186                         | 170                         | 147                         | 121                         | 84                          | 79                          | 1٬545                       |
| المصدر: MeteoSwiss                 |                             |                             |                             |                             |                             |                             |                             |                             |                             |                             |                             |                             |                             |

## أعلام
- كارل فون جان
- كارمن موري